# Anthony
Anthony är en stad i El Paso County i delstaten i Texas i USA. Invånarna uppmättes 2010 till 5 011 i antalet.

## Kultur
1988 utropade sig staden som "Världens skottårshuvudstad".

### Fotnoter
1. ↑  ”Community Facts” (på engelska). American Factfinder. 14 mars 2010. Arkiverad från originalet den 10 december 2014. https://web.archive.org/web/20141210041242/http://factfinder2.census.gov/faces/nav/jsf/pages/community_facts.xhtml. Läst 7 mars 2014.
2. ↑  ”Arkiverade kopian”. Arkiverad från originalet den 22 januari 2009. https://web.archive.org/web/20090122012744/http://astro.nmsu.edu/~lhuber/festhist.html. Läst 2 juni 2009. läst 2 juni 2008